# 新町橋通り

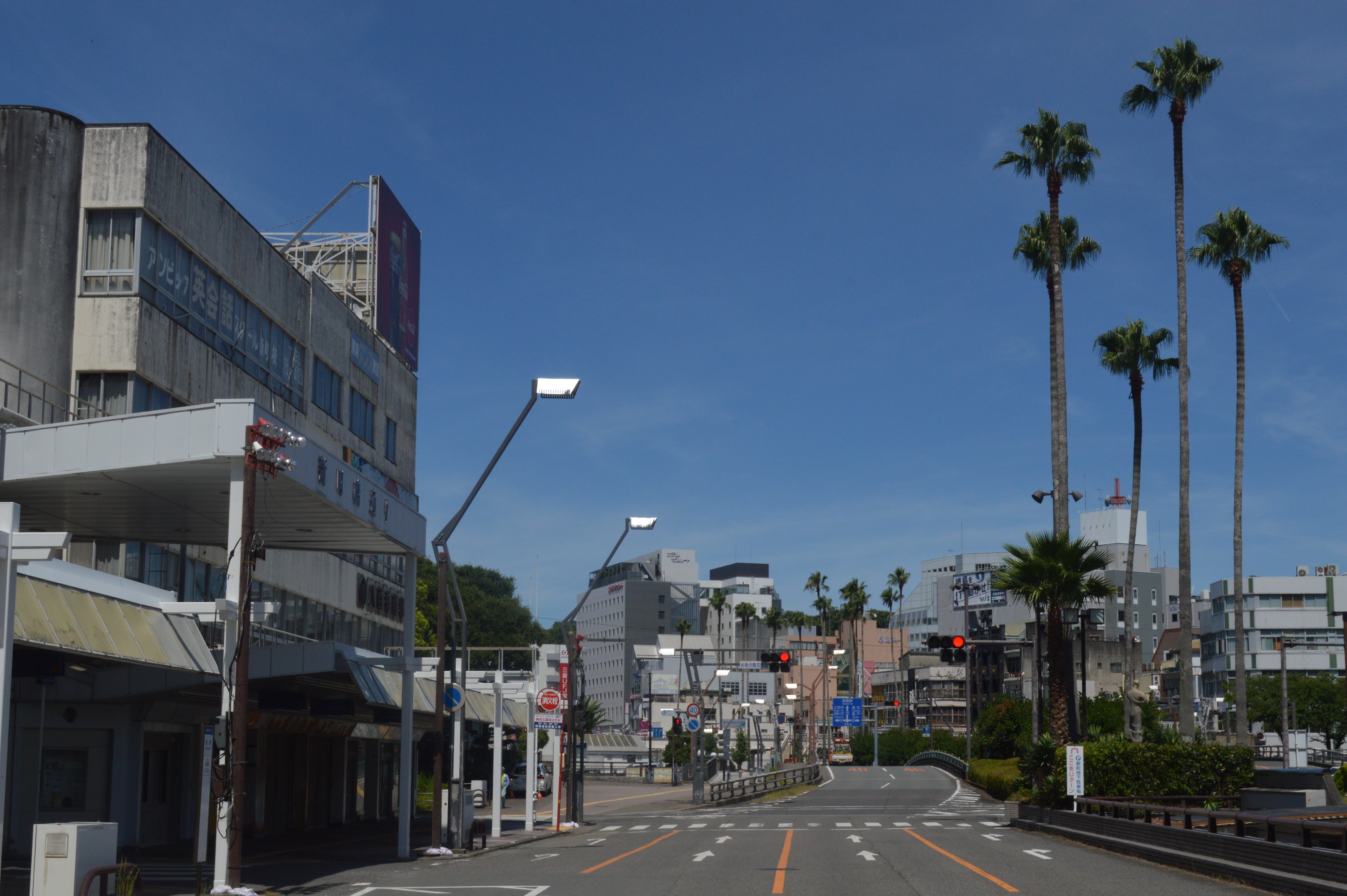
新町橋通り

新町橋通り（しんまちばしどおり）は、徳島県徳島市の元町交差点（国道192号、国道438号、国道439号）から同市新町橋2丁目に位置する阿波おどり会館までを結ぶ道路の名称。

## 概要
徳島市新町地区のメインストリートで、同地区を流れる新町川に架かる新町橋が名称になっている。新町橋より以南には東新町商店街・西新町商店街を中心とした商業地となっている。
通り沿いには藍場浜公園・新町川水際公園・しんまちボードウォーク等の水際公園が存在し、阿波踊り・はな・はる・フェスタ・阿波の狸まつり等のイベントが行われる他、2009年より同地区一帯で3ヶ月に一度実施されているマチアソビや毎月最終日曜日に行われるとくしまマルシェ等がある。

## 交差・直通する主な道路
- 国道192号
- 国道438号
- 国道439号

## 橋梁

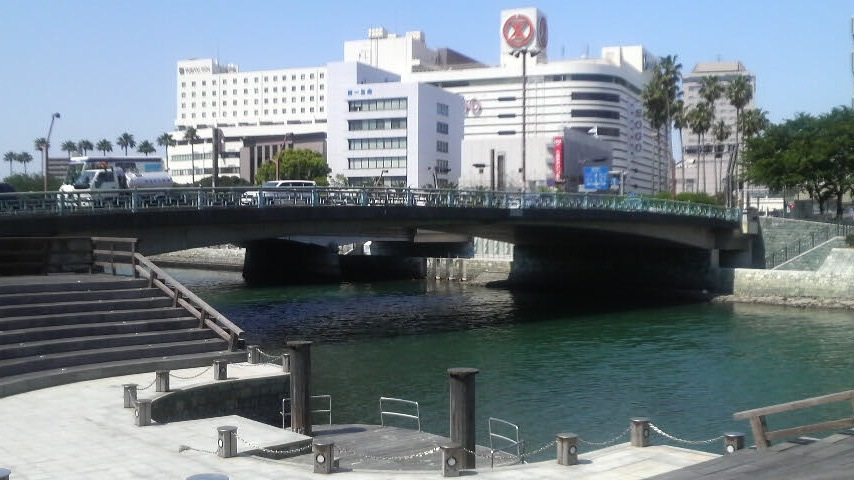
新町川に架かる新町橋

- 新町橋（新町川）

## 主な施設

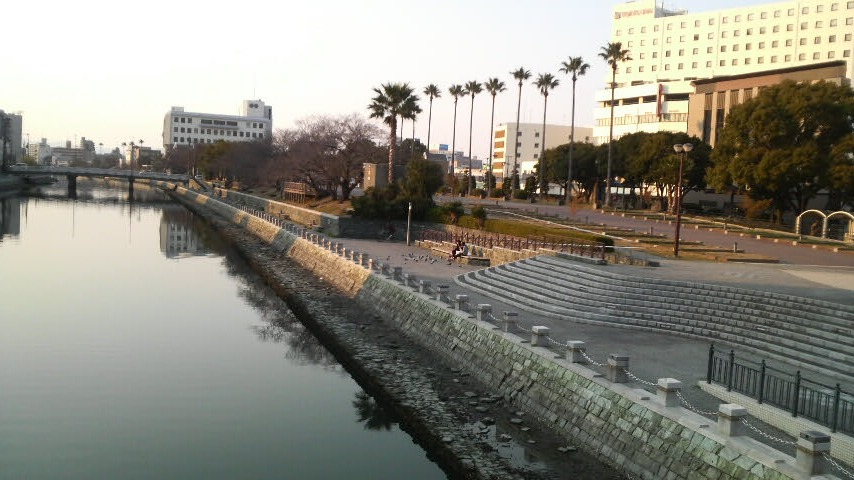
藍場浜公園
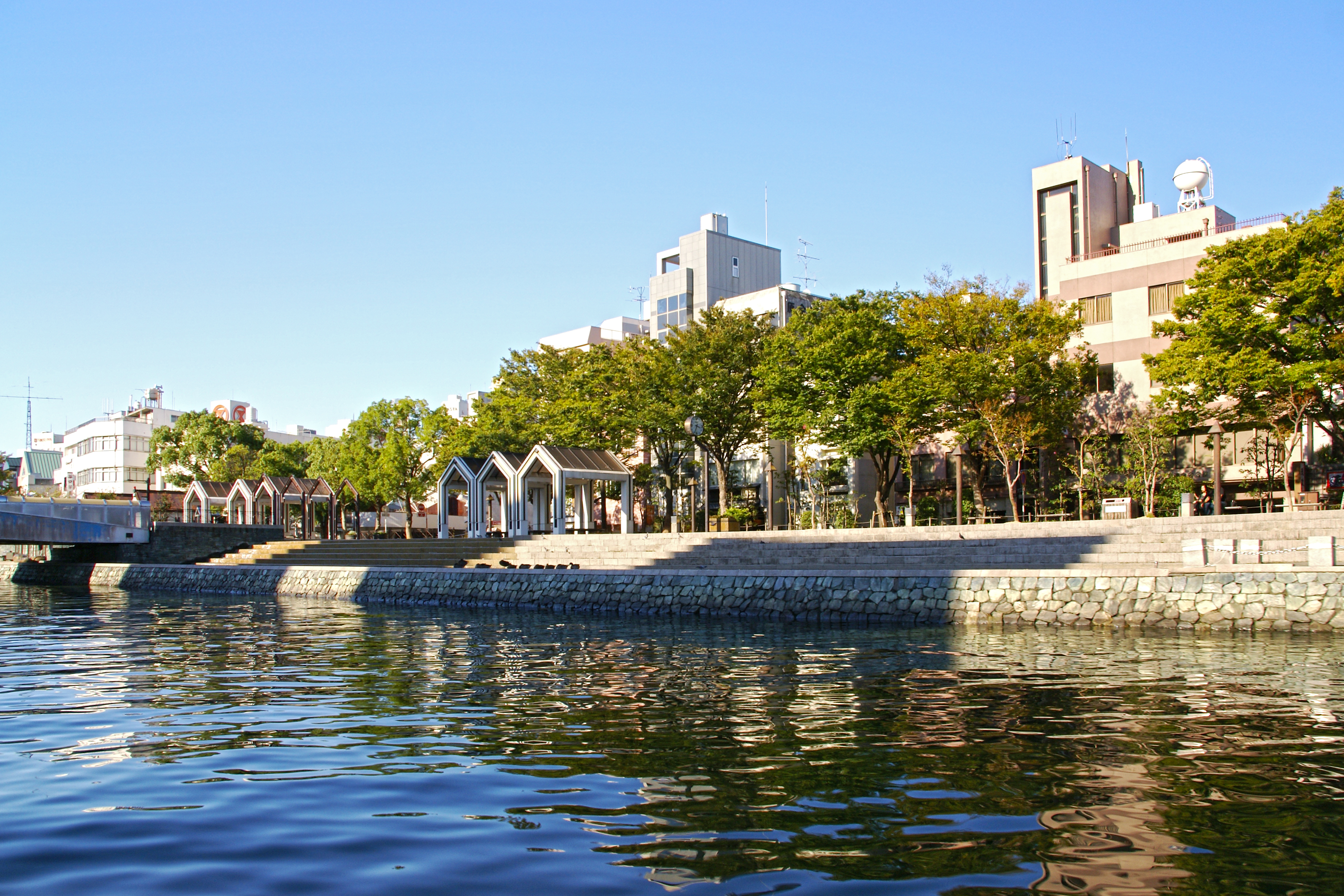
新町川水際公園
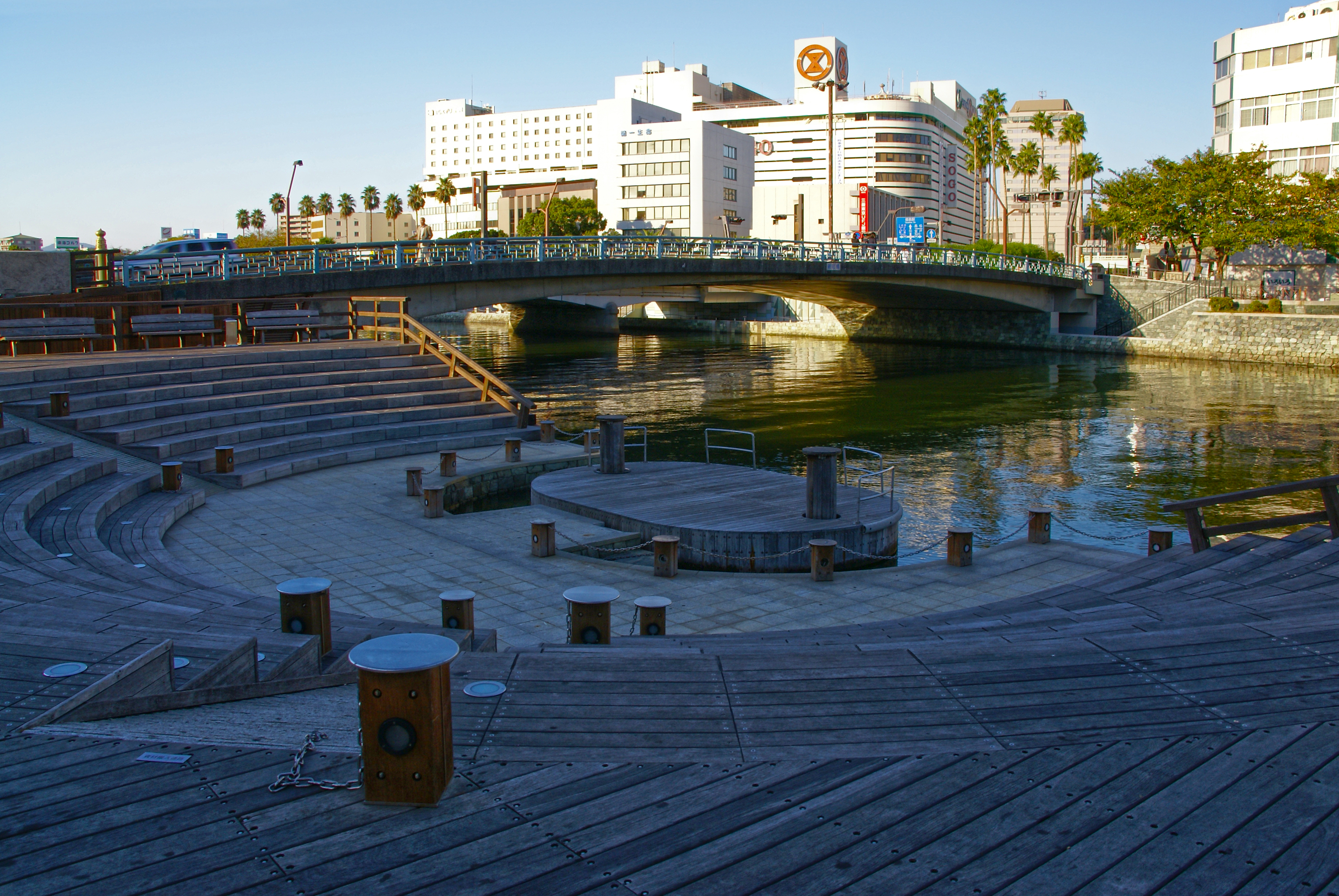
しんまちボードウォーク
- 阿波銀プラザ
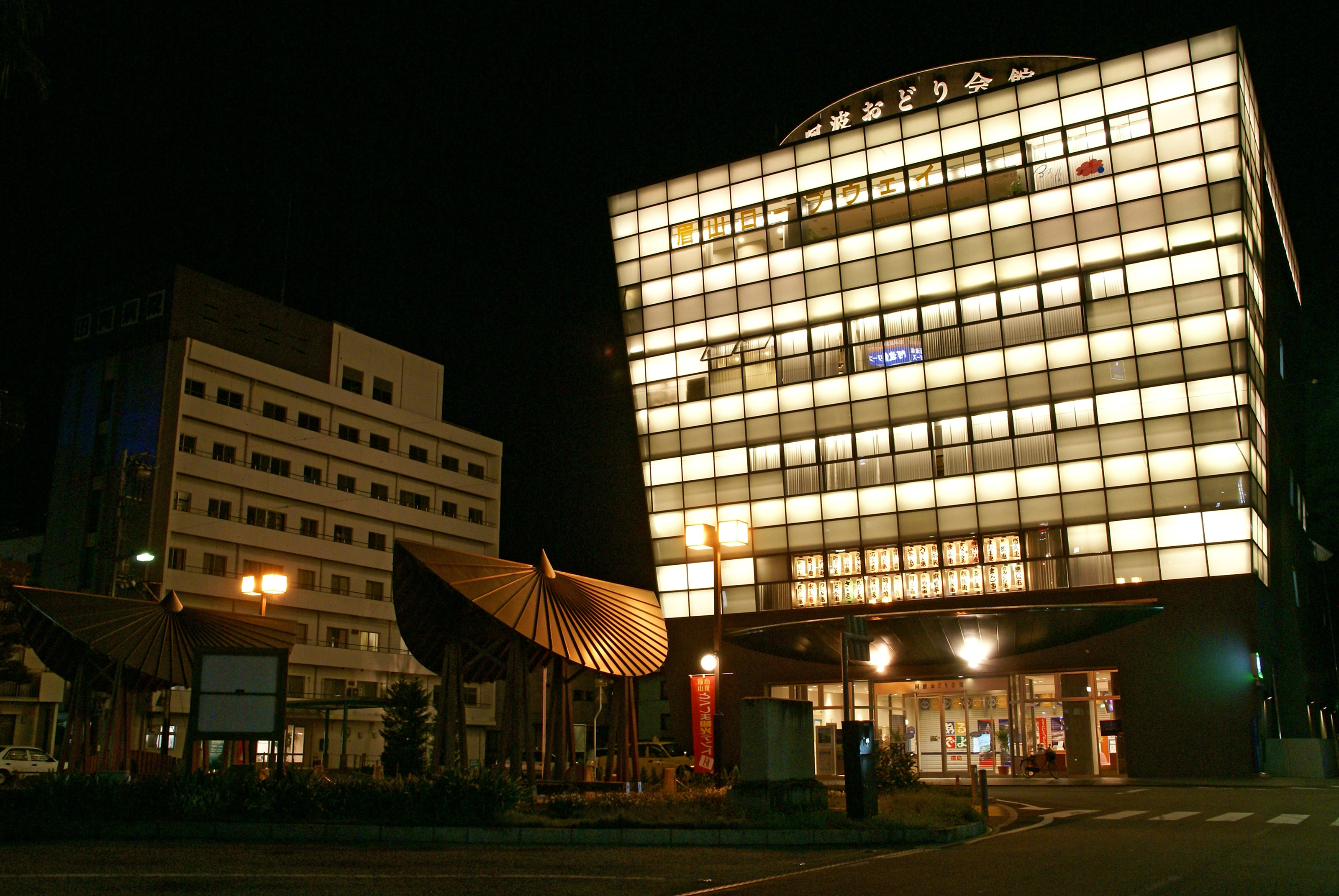
阿波おどり会館

- 藍場浜公園
- 新町川水際公園
- しんまちボードウォーク
- 阿波おどり会館